# William Simms (Feinmechaniker)
William Simms (* 7. Dezember 1793 in Birmingham; † 21. Juni 1860 in Carshalton, Surrey) war ein britischer Instrumentenbauer und Unternehmer.

## Leben
William Simms wurde als zweites von neun Kindern von William Simms (1763–1828) und dessen Frau Sarah geboren. Sein Vater, der in Birmingham als Instrumentenbauer und Juwelier tätig war, zog kurz nach der Geburt von William mit seiner Familie nach London. Im Alter von 12 Jahren, im Januar 1806, wurde er zu einem Mr. Hayward geschickt, der ihn in Mathematik unterrichtete. Nach zwei Jahren kam er im Januar 1808 in die Lehre bei dem Goldschmied Thomas Penstone und im Jahr 1909 zum Instrumentenbauer Mr. Bennett, der davor für Jesse Ramsden gearbeitet hatte. 1815 wurde Simms zum Freeman der Worshipful Company of Goldsmiths ernannt, einer Livery Company in London, und gründete sein eigenes Geschäft.
Simms, der sich für die Konstruktion und den Bau von mathematischen und astronomischen Instrumenten interessierte, unterhielt eine Korrespondenz mit dem Instrumentenbauer Thomas Jones (1775–1852), der ihm auch Edward Troughton vorstellte und ihn überzeugte, der Royal Society for the Encouragement of Arts, Manufactures & Commerce beizutreten. Dort traf er auch auf Bryan Donkin und Colonel Colley von der Ordnance Survey.
Im Jahr 1817 gründete Simms sein eigenes Geschäft und begann Theodolite an die Ordnance Survey zu liefern. 1826 tat er sich mit Edward Troughton zusammen und gründete das Unternehmen Troughton & Simms, welches er ab 1831, als Troughton in den Ruhestand ging, alleine weiterführte. Bis zu seinem Tod hatte er fast alle führenden Observatorien der Welt mit Teleskopen und anderen astronomischen Instrumenten ausgestattet. Danach übernahmen sein zweiter Sohn, James Simms (1828–1915), und sein Neffe, William Simms (1817–1907), die Leitung des Unternehmens.
Seit 1828 war er Associate der Institution of Civil Engineers, ab 1831 Fellow der Royal Astronomical Society und wurde 1852 zum Mitglied der Royal Society gewählt.
Sein älterer Bruder war James Simms (1792–1857), der sich einen Namen mit der Herstellung von Navigationsinstrumenten gemacht hatte, sein jüngerer Bruder der Landvermesser und Bauingenieur Frederick Walter Simms (1803–1865). Simms heiratete 1819 Ann Nutting (1798–1839), mit der er zusammen neun Kinder hatte, und in zweiter Ehe Emma Hennell (1811–1888), aus welcher Verbindung drei Kinder hervorgingen.
Seit April 2021 ist er Namensgeber für den Simms Rock in der Antarktis.

## Werke (Auswahl)
- On a New Arrangement of a Vertical Collimator to the Altitude and Azimuth Instrument. In: Memoirs of the Royal Astronomical Society. Vol. 11, 1840, S. 165–170, bibcode:1840MmRAS..11..165S (englisch).
- On the Optical Glass prepared by the late Dr. Ritchie. In: Memoirs of the Royal Astronomical Society. Vol. 15, 1846, S. 19–22, bibcode:1846MmRAS..15...19S (englisch).
- On a Self-Acting Circular Dividing Engine. In: Memoirs of the Royal Astronomical Society. Vol. 15, 1846, S. 83–90, bibcode:1846MmRAS..15...83S (englisch).
- The Achromatic Telescope, and its various Mountings, especially the Equatorial. To which are added some Hintes on Private Observatories. Troughton & Simms, London 1852 (englisch, google.de).